# Loma Rica (Kalifornija)
Loma Rica je naseljeno područje za statističke svrhe u američkoj saveznoj državi Kalifornija. Prema popisu stanovništva iz 2010. u njemu je živjelo 2.368 stanovnika.